# Projet Cybersyn

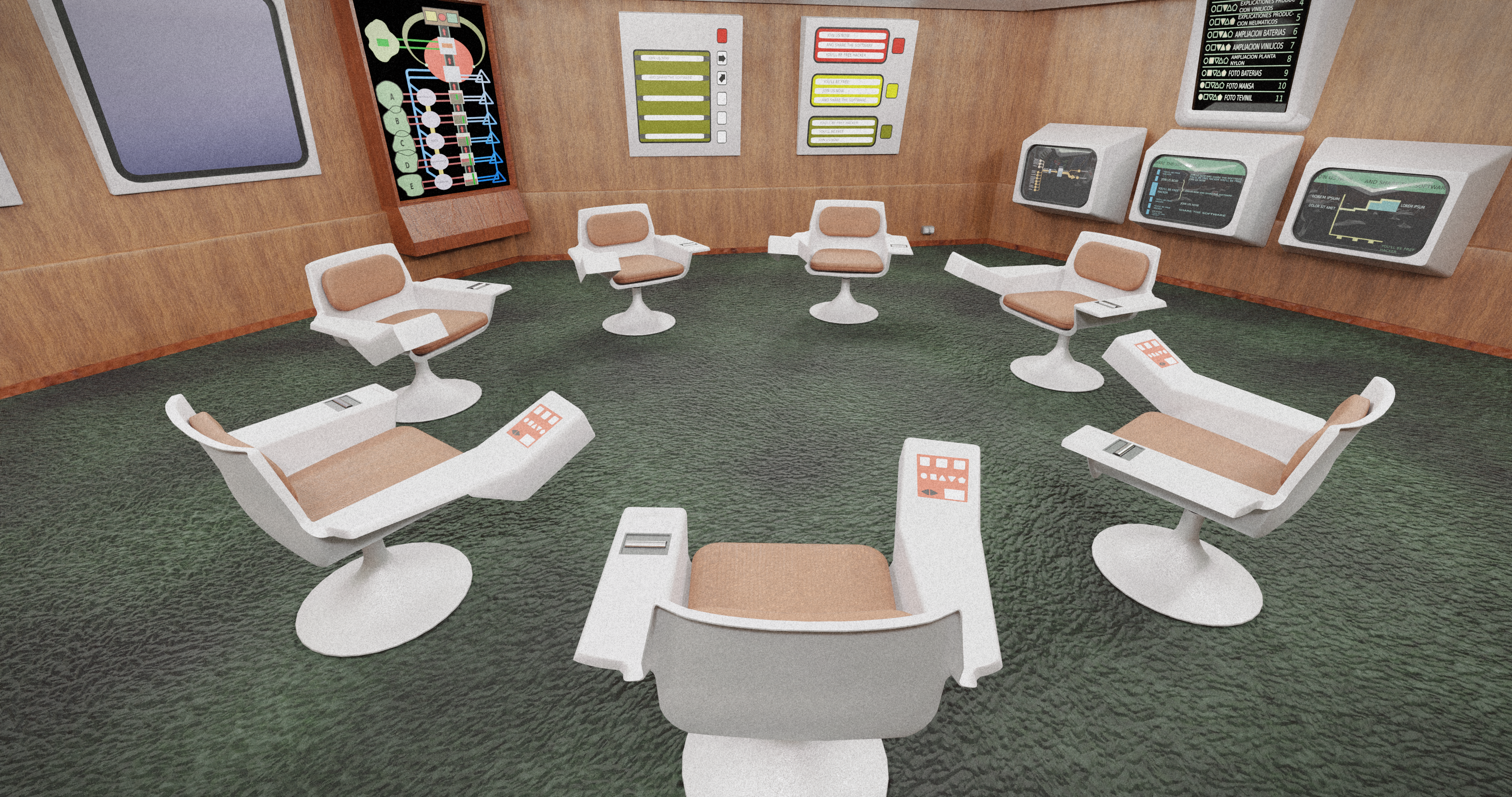

Le project Cybersyn ou, en espagnol, proyecto Synco, a été un projet chilien visant à créer une économie planifiée cyber-socialiste contrôlée par un système temps réel durant les années 1970–1973 (sous le gouvernement du président Salvador Allende). Il s'agissait essentiellement d'un réseau de télex qui reliait les entreprises à un ordinateur central situé à Santiago qui était contrôlé suivant les principes de la cybernétique. Le principal architecte de ce système était le scientifique britannique Anthony Stafford Beer. Il est une claire manifestation de la notion de machine à gouverner.
Le projet initial de Stafford Beer et de son équipe consistait à instaurer un système où les travailleurs, au sein de conseils, auraient pu délibérer démocratiquement dans le domaine de la production. Cela aurait pu permettre d'instaurer un socialisme radicalement démocratique, où les ouvriers seraient véritablement les décideurs au sein de la production, se démarquant ainsi du régime soviétique. Le but est donc d'instaurer une forme de système d'auto-gestion à l'échelle d'un pays. Stafford Beer voulait qu'il y ait une transmission rapide des données économiques entre le gouvernement et les ateliers de production. En lien avec ce projet, Stafford Beer proposait également l'idée de prolonger cette expérience avec un système de référendum participatif électronique nommé « Cyberfolk ».
Le coup d’État du 11 septembre 1973 au Chili mené par le général d'armée Augusto Pinochet mit définitivement fin à ce projet cyber-socialiste.

## Histoire
Au début des années 1970, le président Salvador Allende, nouvellement élu, demande (par l'intermédiaire du haut fonctionnaire Fernando Flores, âgé de 28 ans, nommé par le chef de l'État à l'Agence nationale du développement, une structure technocratique qui administre les entreprises nationalisées) à Stafford Beer (un des principaux théoriciens de la cybernétique, discipline qui étudie le rôle de la communication dans le contrôle des systèmes sociaux, biologiques et techniques) de créer ce système. Il prend plus d'un an à être mis sur pied mais ne fut jamais réellement achevé.
À son arrivée au pouvoir, Salvador Allende avait nationalisé les industries clef du pays, en promettant la « participation des travailleurs » dans la planification, notamment via des conseils ouvriers. Le projet Cybersyn, un système ultramoderne, vise donc à gérer et rationaliser cela, dans un contexte géopolitique marqué par l'hostilité des États-Unis, qui souhaitent isoler le Chili. Il s'agit surtout de répondre au problème suivant : « Comment nationaliser des centaines d'entreprises, réorienter leur production pour répondre aux besoins sociaux et revoir les prix selon un plan centralisé tout en offrant aux travailleurs la participation qu'il leur a promise ? ». Si l'informatique permet d'automatiser certaines tâches, la machine ne peut pas prendre de décisions pertinentes seule. Mais elle peut permettre de relever les problèmes les plus urgents tout en permettant d'envisager à l'avance les conséquences de telle ou telle décision.
Le système fut surtout utile en octobre 1972, lorsque 50 000 camionneurs en grève bloquèrent les rues de Santiago. Contextuellement, cette grève de camionneurs a notamment été financée par les États-Unis. En réaction aux nationalisations mises en œuvre par le gouvernement socialiste d'Allende, plusieurs firmes américaines dont ITT, ou internationales comme Nestlé, apportent leur aide à cette stratégie de grève. Ainsi, le gouvernement chilien, en utilisant le réseau de télex, a été en mesure de coordonner le transport de la nourriture dans la ville par les 200 camionneurs loyaux au gouvernement,,. Également, cette grève a été en partie organisée par le groupe d'extrême droite Patria y Libertad en étant partiellement financée par des donateurs privés qui avaient reçu de l'argent de la CIA,. À la suite de la grève des camionneurs, Fernando Flores est nommé ministre de l'Économie. Le 30 décembre 1972, Salvador Allende visite l'Op-room du projet et essaie le système en s'asseyant dans un fauteuil, pressant quelques boutons. Mais ce sont des mauvais graphiques qui s'affichent sur les écrans. Il incite pourtant ses collaborateurs à persévérer. La mise au point finale du système doit être lancée en février 1973. Le projet rencontre néanmoins plusieurs difficultés, notamment par rapport à son fonctionnement technocratique et vertical, qui dépend de la bonne volonté des entreprises afin qu'elles prennent de leur temps pour recenser et transmettre leurs données. Stafford Beer envisage à un moment de démissionner.
Il y avait l'idée par la suite de prolonger cette expérience avec un système de référendum participatif électronique nommé « Cyberfolk ».
Après le coup d'État du 11 septembre 1973, le centre de contrôle est détruit par un militaire. Stafford Beer est alors à l'étranger et Fernando Flores est incarcéré.
D'autres pays socialistes comme l'Allemagne de l'Est et l'URSS ont envisagé un procédé similaire mais ne l'ont pas concrétisé.

## Le système
Environ 500 téléscripteurs achetés par le précédent gouvernement étaient restés inutilisés. Chacun d'entre eux fut placé dans une entreprise. Chaque jour, dans le centre de contrôle de Santiago, les données fournies par chacune des entreprises (telles que le matériel entrant, la production sortante, le nombre d'employés absents, etc.) étaient entrées dans un ordinateur, un IBM 360/50  acheté 2 millions de dollars américains (
15 millions actuels) grâce à un crédit français qui arrive le 16 janvier 1969 puis un Burroughs B-3500 reçu en 1971, qui faisait des projections à court terme et les ajustements nécessaires.
Il y avait quatre niveaux de contrôle (firme, branche, secteur, total) et si un niveau ne réglait pas un problème dans un certain intervalle de temps, le niveau supérieur était avisé. Les résultats étaient ensuite discutés dans la salle de contrôle et un plan national était élaboré.
Le système permettait de connaître les conséquences de choix selon plusieurs scénarios économiques envisagés avant de fixer des prix, des quotas de production, etc..
Le logiciel du projet Cybersyn avait pour nom Cyberstrider et utilisait la filtration bayésienne et le contrôle bayésien. Il avait été réalisé par des ingénieurs chiliens avec le concours d'une équipe de 12 programmeurs britanniques. Une centaine de scientifiques au total participent à ce projet.
La salle de contrôle installée en novembre 1972 (où les bonnes décisions devaient être prises cybernétiquement à partir des données envoyées en temps réel par les usines, des hommes analysant toutefois les données les plus importantes) avait un design très futuriste, conçu par Gui Bonsiepe. La salle, hexagonale et de dix mètres de diamètre, est située dans le centre-ville de Santiago, dans un immeuble de la compagnie nationale de télécommunications. Elle était équipée de 7 chaises rotatives (considérées comme augmentant la créativité) blanches en fibre de verre garnies de coussins orange (et un cendrier et un porte-gobelet) avec des touches insérées dans les accoudoirs qui permettaient de contrôler plusieurs écrans projetant les données étudiées (chiffres, images, données statistiques et historiques). Les écrans sont mobiles mais doivent être bougés manuellement par quatre femmes infographistes. La salle n'a ni table, ni papier.
À terme, chaque industrie nationale était censée disposer d'une salle de contrôle.
Le projet Cyberfolk, sur un mur de la salle, permettait de connaître la satisfaction des Chiliens par rapport aux décisions prises. Stafford Beer envisage de créer même un boîtier (relié au réseau de télévision) qui aurait permis aux citoyens d'exprimer leur sentiment depuis leur salon, d'une échelle allant de l'extrême mécontentement à la satisfaction complète.
Le projet (incluant des innovations sociales telles qu'amener des représentants de divers groupes de travailleurs dans la salle de contrôle) est décrit en détail dans le livre de Stafford Beer Platform for Change.

## Influences
Thomas Swann, maître de conférences en théorie politique à l'université de Loughborough, en s'inspirant des travaux de Stafford Beer et du projet Cybersyn, propose l'idée d'une alliance entre l'anarchisme et la cybernétique socialiste (un « anarchisme cybernétique ») afin d'établir une société libertaire.

## Illustrations
| |
| De gauche à droite : le « panneau du Futur » magnétique, deus écrans à diapositives, et « Staffy », un aide-mémoire du Viable Systems Model. |

| |
| De gauche à droite : « Staffy », les deux « affichages algédoniques », et les quatre écrans du système d'affichage de données. |

|                                           |
| Détail du système d'affichage de données. |

| |
| De gauche à droite : les deux « affichages algédoniques », les quatre écrans du système d'affichage de données, et le tableau noir. Les contrôles intégrés dans les accoudoires sont également visibles. |

|                                |
| Vidéo panoramique de la pièce. |

## Annexe

#### Articles
- (en) Leonid Ototsky, « Lessons of Stafford Beer », Компьютерра (Computerra Weekly), nos 36 et 34,‎ 2003 (lire en ligne)
- (en) Eden Medina, « Designing Freedom, Regulating a Nation: Socialist Cybernetics in Allende's Chile », Journal of Latin American Studies, no 38,‎ 2006, p. 571-606 (ISSN 0022-216X, OCLC 198887636, présentation en ligne, lire en ligne)

#### Ouvrages
- (en) Eden Medina, Cybernetic revolutionaries : technology and politics in Allende's Chile, Cambridge, Massachusetts; London, England, The MIT Press, 2011 (ISBN 978-0-262-52596-1, OCLC 6864723186)
- (en) Stafford Beer, Brain of the firm, Chichester, John Wiley, coll. « Managerial Cybernetics Of Organization », 1995, 417 p. (OCLC 981386274) (2e édition).
- (en) Stafford Beer, FANFARE for EFFECTIVE FREEDOM — Cybernetic Praxis in Government, 14 février 1973 (lire en ligne) (Lecture of Stafford Beer about the system)
- (en) Jorge Daniel Kuropatwa, Management, organization and cybernetics : lessons from implementing Stafford Beer's model, M.S., Massachusetts Institute of Technology, Sloan School of Management, 1987, 105 p. (OCLC 17655999) (thèse).
- (it) S Beer, Clara Jourdan, Simonetta Roveroni, Fiorella De Cindio et Giorgio de Michelis, Il progetto Cybersyn : cibernetica per la democrazia, Milan, CLUP, coll. « Scienza, tecnica, società » (no 0003), 1980, 370 p. (ISBN 978-88-7005-476-7, OCLC 848278823)
- Evgeny Morozov (trad. de l'anglais par (dir.) Antoine Lheureux, Samuel Monsalve, Alex Taillard), Les Santiago Boys : Des ingénieurs utopistes face aux big tech et aux agences d'espionnage, Paris, Éditions Divergences, 2024, 244 p. (ISBN 979-10-97088-69-9)